# ناتالي كيلي
ناتالي كيلي (بالإنجليزية: Nathalie Kelley)‏ (ولدت في 3 مارس 1985) هي ممثلة أسترالية بيروفية المولد، ابرز ادوارها هو دور نيلا في فيلم The Fast and the Furious: Tokyo Drift.